# Amatitlán (jezioro)
Amatitlán (hiszp. Lago de Amatitlán) – jezioro wulkaniczne w południowo-centralnej Gwatemali, położone na wysokości 1 248 m n.p.m. Jest czwartym co do wielkości zbiornikiem wodnym w Gwatemali, jego powierzchnia wynosi około 15 km², ma 40 m głębokości, 11 km długości i 3 km szerokości. Jest zasilane przez rzekę Villalobos, a jego odpływem jest rzeka Michatoya. Jezioro stanowi popularny obiekt turystyczny, a położone nad nim miasto Amatitlán znajduje się przy źródle rzeki Michatoya, zaledwie 25 km na południowy zachód od miasta Gwatemala. Na południe od jeziora znajduje się wulkan Pacaya, który pozostaje aktywny nieprzerwanie od 1965 roku. Rzeka Villalobos niesie do jeziora duże ilości odpadów przemysłowych i nieoczyszczonych ścieków z miasta Gwatemala. Zanieczyszczenie wody, eutrofizacja oraz wysokie stężenie mułu sprawiają, że jezioro nie nadaje się do kąpieli.